# Feike Alles Clock
Feike Alles Clock (Leeuwarden, waarschijnlijk geboren eind 1604, gedoopt aldaar 1 januari 1605 - waarschijnlijk Oude Pekela, najaar 1653) was een vervener in het veenkoloniale gebied van Oost-Groningen.

## Biografie
Clock was de tweede zoon uit het huwelijk van Alle Feickes en Talke Pieters Clock, die op 15 oktober 1603 in Leeuwarden in het huwelijk waren getreden. Hij werd waarschijnlijk geboren eind 1604. Op 1 januari 1605 werd hij gedoopt te Leeuwarden. Op 19 januari 1623 trouwde hij te Heerenveen met Tieets Boelens. Clock trad vanaf 1629 op als vervener in Oude Pekela. Van 1630 tot 1635 en in 1644 kwam hij tevens voor als officier in het leger.

### Verwerving van de venen door Clock

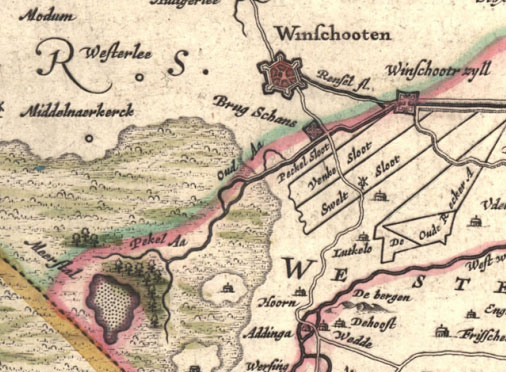
Detail van de door Cornelis Pijnacker in 1634 getekende kaart van Drenthe, opgenomen in de Atlas Maior van Blaeu - de ontginning van het veengebied bij Blijham is duidelijk zichtbaar op de kaart, er zijn in de richting van Pekela drie evenwijdige kanalen gegraven, de Peekel Sloot, de Venke Sloot en de Swelt Sloot

De eerste keer dat Feike Alles Clock in zaken betreffende de venen in Pekela wordt vermeld, is in 1629. Hij woonde toen al enige tijd in de omgeving van deze venen. In de jaren daarna woonde hij in Westerwolde en in Blijham. Clock kwam door aankoop en vererving in het bezit van een groot gedeelte van de venen in Pekela. Zowel zijn grootvader van moederszijde Pieter Jansz. Clock, als zijn vader Alle Feickes, hadden al vanaf 1599 veenpercelen in dit gebied weten te verwerven.

### Venen komen in het bezit van de stadGroningen
In 1635 verkocht hij aan de rentmeester van de stad Groningen, Johan de Mepsche, drie vierde van 58 lotten in 101 lotten van deze venen, gelegen boven en beneden de verlaten, gedeeld en ongedeeld, zowel in Westerwolde als in het Oldambt voor 30.000 Car. gulden.

### Contract tussen Clock en de stad Groningen
In het hiertoe opgemaakte contract werd als voorwaarde opgenomen dat Clock de verkochte drie vierde delen, alsmede het in eigendom behouden een vierde deel, diende te voorzien van verlaten, gruppen, wijcken, tillen ende gravinge des dieps zonder dat daar een vergoeding van de stad tegenover zou staan. Verder werd hem toegestaan gedurende 10 jaren, op eigen kosten, de venen af te graven, te verkopen en te vervoeren, mits hij gedurende deze periode aan de rentmeester huur zou betalen. Tevens werd er, op dezelfde dag, een apart contract opgemaakt met aanvullende voorwaarden, die buiten het eerste contract werd gehouden. Het waren deze aanvullende voorwaarden, waarin de stad zich onder meer verbond met de ingezetenen van Winschoten een regeling te treffen over het graven van een nieuw diep vanuit de venen te Pekela tot een nieuw te leggen verlaat bij Winschoterzijl, die enkele jaren later aanleiding zouden geven tot allerlei misverstanden, beschuldigingen en processen. Dit nieuwe diep was nodig teneinde Clock in staat te stellen de door hem gegraven turf af te kunnen voeren.
Onder leiding van Clock werden de ontginningswerkzaamheden voortvarend en op een kundige wijze aangepakt. Aangezien Clock de eerste vier à vijf jaren naar verwachting grote kosten moest maken bij het in cultuur brengen van de door hem aan te kopen venen, kwam hij in 1637 met de stad een financiële regeling overeen, in die zin dat hij een jaar nadat de koopsom was betaald, een rente aan de stad Groningen zou betalen van 6% en wel gedurende 15 jaren.

### Tegenslagen en problemen
Aangezien Clock tijdens de uitvoering van zijn waterstaatkundige werken werd getroffen door tegenslagen en extra kosten moest maken, zag hij zich genoodzaakt uitstel van betaling te vragen voor de huur van de hem in 1635 door de stad Groningen in gebruik gegeven venen. Mede naar aanleiding van de opstelling van de Winschoters, die bij de stad Groningen bezwaar maakten tegen het verbreden en verdiepen van de Rensel en de Pekel A, stagneerden de werkzaamheden van Clock. Zijn schulden liepen op en weldra was hij niet meer in staat de door hem verschuldigde rente op tijd aan de stad te voldoen.
In 1640 begonnen de problemen voor Clock pas echt. De stad wilde haar geld zien, maar Clock was nog steeds niet bij machte zijn schulden te voldoen. Clock komt met een voorstel teneinde uit de problemen te komen, echter de stad ging hiermee niet akkoord en kwam met een tegenvoorstel. Een jaar later was men er nog niet uit, reden voor de stad om Clock de duimschroeven nog verder aan te draaien door hem te dagvaarden voor burgemeesters en raad van Groningen.

### Processen over en weer
Clock beschuldigde de stad van buitensporige benadeling (laesio enormissima) en stelde voor de transactie van 1635 weer ongedaan te maken, tenzij de stad bereid was de toenmalige koopprijs aan te vullen. De stad wees dit aanbod resoluut af en eiste van Clock intrekking van de door hem geopperde beschuldiging. Clock richtte zich zelfs tot de Prins van Oranje, op dat moment stadhouder van Stad en Lande, en legde hem het probleem van de vermeende, onjuiste rechtsgang voor. Frederik-Hendrik liet echter weten zich niet met deze zaak te willen bemoeien, waarna de zaak nog verder in het slop kwam. In maart 1642 werd Clock verzocht te verschijnen voor de Hoofdmannenkamer, een door de stad samengesteld rechtscollege, om tekst en uitleg te geven over zijn achterstallige landhuren en verschuldigde rente. Clock verweerde zich door te melden dat de stad hem, in het contract van 1635 een open diep had beloofd, zodat hij zijn venen kon afvoeren, doch dat daaraan niet was voldaan, waardoor het nieuw gegraven diep weer was dichtgeslibd, waardoor de uitvoer van turf was belet en hij grote schade had geleden. Verder zouden de door Clock in 1635 aan de stad verkochte venen, bij nader inzien wel 100 à 200 duizend gulden waard zijn geweest. Teneinde de zaak niet in een impasse te laten geraken, stelde Clock opnieuw voor, vanwege zijn swaar huisgezinne en om 't overige van sijn leven in vrede ende ruste te eindigen de overgedragen venen, met verrekening van kosten en rente, terug te kopen. Dit voorstel van Clock werd echter door de Hoofdmannenkamer afgewezen.
Op zeker moment was ook de stad bereid tot een oplossing te komen en stelde voor haar drie vierde deel weer aan Clock te verkopen. Het is hier echter bij een voorstel gebleven. Partijen zijn niet tot een akkoord gekomen, waarna het proces in 1643 werd voortgezet. Rentmeester De Mepsche verweet Clock dat de door hem verkochte venen slechts een waarde hadden van ƒ 18.400,–. Hij beschuldigde Clock er verder van dat deze, om diverse redenen, de stad schandelijk bedrogen had.
Opnieuw kwam Clock met een voorstel. Hij stelde nogmaals voor de door hem in 1635 voor ƒ 30.000,– aan de stad verkochte venen voor ƒ 80.000,– terug te kopen, al was hij wel van mening dat de prijsersmannen die destijds de waarde van de venen hadden vastgesteld meerendeels partijdich ende deze saecken onervaren waren geweest. Zijn hernieuwde pogingen bleven echter ook dit keer zonder resultaat.

### Uitspraak
Ten slotte deed de Hoofdmannenkamer in 1646 eindelijk uitspraak in deze ingewikkelde materie, die zich jarenlang had gekenmerkt door verdachtmakingen en vertragingen. Clock werd veroordeeld en diende met de stad een regeling te treffen. Op uitdrukkelijk verzoek van Clock stelde de stad zich soepel op, al werd er een nieuw contract opgemaakt waarin werd bepaald dat Clock, ter betaling van alle verschuldigde gelden zijn resterende vierde deel in de 58 lotten én de later door hem aangekochte 11 1/4 lotten, aan de stad diende af te staan.
In 1649 had Clock opnieuw 12 lotten veen van de stad gekocht. Toen op 1 november 1652 echter bleek dat hij, ondanks enkele malen verleend uitstel, nog steeds niet aan zijn verplichting had voldaan de verschuldigde gelden te betalen, besliste de stad hem gerechtelijk aan te spreken en begon de ellende voor Clock opnieuw.
Wat de reden voor Clock is geweest om toen, in tegenstelling tot enkele jaren daarvoor, niet te gaan procederen, wordt door de archieven niet vermeld. Feit is dat hij de stad onmiddellijk voorstelde al zijn bezittingen in de Pekel, na taxatie of uit de hand, te willen verkopen om daaruit de stad ten volle te kunnen betalen.

### Afwikkeling
Clock heeft de afwikkeling van deze zaak niet meer mogen meemaken. In het najaar van 1653 overleed hij. Twee jaar later, in 1655, verklaarde zijn achtergebleven weduwe dat zij alles wilde afstaan, mits aan haar enige penningen worden gelaten tot onderhoud van haar en haar kinderen.
Uiteindelijk vond op 24 juli 1656 de executoriale verkoop plaats van de venen en nalatenschap van Feike Alles Clock, waarmee een einde kwam aan een enerverende periode in de ontstaansgeschiedenis van de oudste veenkolonie van Groningen. Zijn echtgenote Tieets Boeles overleed omstreeks 1666.
In 1966 werd in zijn herinnering de Feico Clockpolder opgericht. De gemeenteraad van de op 1 januari 1990 nieuwgevormde gemeente Pekela heeft de herinnering aan Clock levendig gehouden door in het nieuwe gemeentewapen een afbeelding van een klok op te nemen. Reeds eerder, al voor de herindeling van Oude en Nieuwe Pekela, werden een straat, een school en een bejaardencentrum in de Pekela's naar hem genoemd.